# 蔣復焻
蔣復焻（1715年—1778年），榜名乾焻，字健行，號勗齋，江南蘇州府吳縣籍，長洲縣人，清朝政治人物。

## 生平
蔣復焻為蘇州婁關蔣氏家族蔣燦裔孫。曾祖蔣之逵，祖父蔣文滂（字范友，號樸園，1672-1737，蔣之逵第六子），父蔣楫，母為武進莊朝生孫女、臨洮府知府莊祖詒次女（1695-1765）。
蔣復焻為蔣楫長子，吳縣監生，乾隆十五年（1750年）與從侄蔣國華同為庚午科順天鄉試舉人，十九年（1754年）甲式科會試明通榜。三十四年（1769年）任刑部督捕司主事，三十八年（1773年）升刑部雲南司員外郎，四十三年（1778年）夏卒。蔣復焻作《遊滄浪亭記》收錄於梁章鉅輯《滄浪亭志》第三卷。

## 家庭
夫人為韓菼曾孫女、韓御李孫女、雍正二年（1724年）甲辰科順天鄉試舉人韓光曾女（1716-1746）；繼妻為雍正四年（1726年）丙午科順天鄉試舉人、句容教諭沈虹（著有《蓬莊詩集》）女（1726-1801）。子蔣蔭基。